# Los sónicos
Los sónicos, también conocido como Los sónicos, una historia de rock, es un unitario de televisión argentina que se emitió por Canal 9 los domingos desde el 9 de octubre de 2011 hasta el 29 de enero de 2012.
Es un unitario que resultó ganador de un concurso nacional llamado "Cine para todos" promovido por el Instituto Nacional de Cine y Artes Audiovisuales (INCAA), que fomenta la realización de programas para ser emitidos en alta definición, junto a otros unitarios que serán emitidos por América TV (Maltratadas, Historias de la primera vez, Decisiones de vida, El pacto) a la vez que Televisión x la inclusión se transmite por Canal 9 y El paraíso se emite por la TV Pública Digital. En Telefe se emitirá otro unitario.

## Sinopsis
La historia se centra en un grupo de amigos que cuando eran jóvenes, a mediados de la década del '60, crearon un grupo de beat rock llamado "Los Sónicos". El grupo finaliza con sus trabajos en 1968 cuando su líder, Kloster, sufre un accidente automovilístico que lo deja en coma por 43 años. Cuando finalmente sale de él, todo cambia en las vidas de los amigos y antiguos compañeros de banda.

## Elenco
1. Roberto Carnaghi
2. Norman Briski
3. Hugo Arana
4. Federico Luppi
5. Mario Alarcón
6. Chunchuna Villafañe
7. Martín Slipak
8. Nazareno Casero[3]
9. Santiago Pedrero
10. Vera Carnevale
11. Marina Glezer
12. Lucas Ferraro[3]
13. Juan Bautista Greppi

### Invitados
1. Martina di Marco (1.º episodio)
2. Guillermo Pfening (1.º episodio)
3. Clemente Cancela (1.º episodio, 4.º y 5.º )
4. Pasta Dioguardi (1.º episodio)
5. Hernán Jiménez (5.º, 6.º, 7.º y 8.º episodio)
6. Marcos Woinski (1.º, 2.º, 3.º, 6.º y 10.º episodio)
7. Caramelito Carrizo (1.º episodio)
8. Juana Schindler  (1.º episodio)
9. Sofía Menconi (1.º episodio)
10. Daniel Coquibua (1.º episodio)
11. Santos Lontoya (1.º episodio)
12. Bobby Flores (1.º episodio y 8.º)
13. Sebastián de Caro (5.º episodio)
14. Adrián Dárgelos (5.º episodio)
15. Diego Rodríguez (5.º episodio)
16. Pablo Lescano (6.º episodio)
17. Diego Ripoll (6.º episodio)
18. Alejo Ortiz (8.º episodio)
19. Abril Boruchowicz (9 episodio)
20. Agustina Córdova (10.º episodio)
21. Ezequiel Campa (10.º episodio)
22. Emmanuel Horvilleur

## Críticas
El diario argentino La Nación ha calificado este unitario como "muy bueno":

"En estos tiempos de tiras convencionales y flamantes unitarios unidos por la pereza de acudir al recurso seguro de la frase hecha o declamada, no debe de haber nada más bienvenido que la posibilidad de tomarse todo el tiempo del mundo para presentar la historia que habrá de ser contada. Como si un cierto horario funcionara a la vez como atracción y talismán, el flamante Los Sónicos comparte en la noche dominical con El hombre de tu vida el gusto por la construcción paciente y cuidadosa de secuencias y personajes. Así ocurre en el comienzo de una historia que se augura promisoria desde un fluido y nada artificioso viaje de ida y vuelta entre dos épocas que funciona al mismo tiempo como juego, aventura, reflexión y descubrimiento. Esos mundos temporales distanciados por cuatro décadas terminan engarzados naturalmente porque la trama, inteligentemente, elude los mitos glorificados y las supuestas verdades reveladas de los años sesenta. En su lugar aparecen frente a frente una idea del rock como ideal posible de juventud (en el pasado) y la realidad de una sencilla vida cotidiana propia de la entrada a la tercera edad (en el presente), unidas por un factor que vence al tiempo: la fidelidad a un vínculo amistoso indestructible. Todo ocurre en medio un relato que se apoya en el rock -aunque sin excluir a quienes no conocen sus códigos- y asume sin pintoresquismo alguno su identidad local. No en vano, Bobby Flores hace una expresa alusión en el comienzo al hecho de que en Los Sónicos se afirma el valor de cantar el rock en nuestro idioma, algo más importante que la imitación de Jim Morrison que hace su estrella y el tributo que los demás rinden a grandes referentes creativos de los 60 (con Bob Dylan a la cabeza) por medio de ingeniosas y divertidas citas. Los 43 años que separan a 1968 de 2011 equivalen al tiempo en que se mantuvo en coma Carlos Klooster, el frontman de la banda, por culpa de un accidente automovilístico. Tres de sus antiguos compañeros conservan desde entonces el rito de la visita y la vigilia, como si secretamente creyeran en la posibilidad de una milagrosa recuperación. El cuarto, único militante radicalizado del grupo, emprendió el exilio tras el golpe de 1976, pero sabemos que no tardará en regresar. La vida en comunidad quedó atrás, pero quedan algunos rituales, manías y costumbres, descriptas con economía de recursos y lenguaje visual, como se espera de la mejor narración televisiva. Y así como un empresario discográfico burlonamente retratado pudo haber sido el detonante de aquel accidente casi fatal en el pasado, el empeño de un pariente interesado en desenchufar los aparatos que mantenían a Klooster vivo (pero inconsciente) disparó el milagro. La historia propiamente dicha comenzará hoy, en el segundo capítulo, cuando Los Sónicos , casi setentones, vuelvan a estar juntos con la promesa de un atrayente potencial narrativo y dramático del contraste entre dos épocas: las ilusiones perdidas, el lugar del individuo y del grupo en un proyecto compartido, los entornos familiares y sociales, el lugar de las mujeres (por ahora, expuesto de un modo muy secundario). Todo quedó sugerido y expuesto en esta suerte de prólogo sin frases hechas, con personajes de precisa carnadura y riqueza de matices. El gran mérito de Portal y su equipo hasta aquí consistió en plantear un relato de enorme movimiento y vitalidad desarrollado casi en todo momento dentro de espacios fijos y cerrados. En ellos empiezan a mezclarse creativamente la ternura, el humor, la nostalgia y cierta crítica social y de costumbres que jamás llega a la frase hecha o a la pontificación. Todo en el comienzo resulta plausible: el programa se apoya en un laborioso trabajo técnico y formal, una ambientación muy atractiva, giros interesantes en el guion (por más que alguna interjección más o menos reciente se haya deslizado al hablar de cosas que ocurrieron cuatro décadas atrás) y un elenco magnífico que, como el proyecto mismo, también parece expresar la voluntad de unir generaciones enteras."

## Personajes
- Kloster (Mario Alarcón/Nazareno Casero): es el líder de la banda. Sufre un accidente automovilístico y queda en coma por 43 años.
- "El sapo" (Roberto Carnaghi/Martín Slipak): es el bajista. Es íntimo amigo de Kloster.
- Quique (Hugo Arana/Santiago Pedrero): es el baterista. Es el más interesado en firmar con alguna discográfica y sacar discos.
- Edi (Norman Briski/Juan Greppi): es el tecladista. Tiene una relación muy particular con su madre y discuten todo el tiempo.
- Luis (Federico Luppi/Lucas Ferraro): es el guitarrista. Es el más influenciado por la política de la banda. Luego del accidente, dejó la banda y posteriormente tuvo que exiliarse en España.
- Nina (Chunchuna Villafañe/Vera Carnevale): era la novia de Kloster. Es pintora y escultora.

## Episodios
| Temporada | Temporada | Episodios | Emisión original      | Emisión original    |
| Temporada | Temporada | Episodios | Primera emisión       | Última emisión      |
| --------- | --------- | --------- | --------------------- | ------------------- |
|           | 1         | 13        | 09 de octubre de 2011 | 15 de enero de 2012 |

| N.º (serie) | Título                                        | Director                      | Guionista                                           | Emisión original        | Audiencia (en millones) |
| ----------- | --------------------------------------------- | ----------------------------- | --------------------------------------------------- | ----------------------- | ----------------------- |
| 1           | «El negro que destruye desde los parlantes»   | Gastón Portal y Ulises Rosell | Gastón Portal, Alberto Muñoz y Javier Castro Albano | 9 de octubre de 2011    | —                       |
| 2           | «La caspa de Dios»                            | Gastón Portal y Ulises Rosell | Gastón Portal, Alberto Muñoz y Javier Castro Albano | 16 de octubre de 2011   | —                       |
| 3           | «La angustia del gato suicida»                | Gastón Portal y Ulises Rosell | Gastón Portal, Alberto Muñoz y Javier Castro Albano | 23 de octubre de 2011   | —                       |
| 4           | «El faro del principio del mundo»             | Gastón Portal y Ulises Rosell | Gastón Portal, Alberto Muñoz y Javier Castro Albano | 30 de octubre de 2011   | —                       |
| 5           | «El ídolo»                                    | Gastón Portal y Ulises Rosell | Gastón Portal, Alberto Muñoz y Javier Castro Albano | 6 de noviembre de 2011  | —                       |
| 6           | «El barbero de Villa Urquiza»                 | Gastón Portal y Ulises Rosell | Gastón Portal, Alberto Muñoz y Javier Castro Albano | 27 de noviembre de 2011 | —                       |
| 7           | «Hay un Aleph en la cocina»                   | Gastón Portal y Ulises Rosell | Gastón Portal, Alberto Muñoz y Javier Castro Albano | 4 de diciembre de 2011  | —                       |
| 8           | «La nena sangra»                              | Gastón Portal y Ulises Rosell | Gastón Portal, Alberto Muñoz y Javier Castro Albano | 11 de diciembre de 2011 | —                       |
| 9           | «Cross Anal»                                  | Gastón Portal y Ulises Rosell | Gastón Portal, Alberto Muñoz y Javier Castro Albano | 18 de diciembre de 2011 | —                       |
| 10          | «Amapola, primera parte»                      | Gastón Portal y Ulises Rosell | Gastón Portal, Alberto Muñoz y Javier Castro Albano | 25 de diciembre de 2011 | —                       |
| 11          | «Amapola, segunda parte»                      | Gastón Portal y Ulises Rosell | Gastón Portal, Alberto Muñoz y Javier Castro Albano | 1 de enero de 2012      | —                       |
| 12          | «El chamán que se comió el corazón del perro» | Gastón Portal y Ulises Rosell | Gastón Portal, Alberto Muñoz y Javier Castro Albano | 8 de enero de 2012      | —                       |
| 13          | «Revolución»                                  | Gastón Portal y Ulises Rosell | Gastón Portal, Alberto Muñoz y Javier Castro Albano | 29 de enero de 2012     | —                       |